# Предсуществование
Предсуществова́ние душ — одна из трёх теологических концепций о возникновении человеческой души; религиозно-философское учение о существовании определённого числа индивидуальных душ, созданных Творцом изначально, следовательно раньше их физического рождения на земле. Представители этого учения — пифагорейцы (VI—IV вв. до н. э.), Платон (V—IV века до н. э.), Ориген (III век) и другие.
Противоположным воззрением является креацианизм, утверждающий, что во время образования каждого человеческого тела особым актом божественной воли творится из ничего соответствующая ему душа.
Третье учение является вариантом учения предсуществования: традуционизм принимает существование душ до их воплощения, но не в виде раздельных сущностей, а слитно, в общем прародителе человечества. Об этом проповедовал Тертуллиан (III век).
Среди тех, кто отрицал предсуществование — Фома Аквинский (1225—1274).

## Подробнее
Как религиозно-философский вопрос, предсуществование затрагивает три темы различного характера:
1) пребывание всего мира вне времени, как формы нашего чувственного воззрения, — чисто философский сюжет;
2) существование индивидуальных душ ранее их физического рождения на Земле — главная тема учения предсуществования;
3) самостоятельное бытие второй ипостаси Св. Троицы прежде сотворения мира — богословский предмет обсуждения.
С верой в предсуществование души было связано учение Платона о познании как воспоминании; душе, естественно, определялось её бессмертие. Поскольку, согласно Платону, познание как воспоминание есть факт индивидуальной душевной жизни, индивидуальной душе принадлежит предсуществование и бессмертие. И если душа состоит из трёх частей — божественной или разума, причастной истинному бытию, и двух низших, одарённых чувствованиями, — то предсуществование и бессмертие, как связанные с понятиями нравственного воздаяния, переселения, Платон приписывал первой части; две другие части считал смертными.
Главным выразителем идеи предсуществования душ (во втором смысле) был Ориген, опиравшийся на воззрение Платона и платоников и учивший, что изначально Богом было создано определённое число душ, из которых некоторые, актом собственной воли отпадая от божественного (вечного) мира, воплощаются в области бытия материального и претерпевают в нём различные судьбы. В V веке последователи Оригена разбились на две партии, одна из которых — тетрадиты (протоктисты) — выдвинула на первый план учение о предсуществовании души Христа и считала её первой из сотворённых вещей. Это дало их противникам повод упрекать их в обожествлении человеческой души и введении четверицы (др.-греч. τετράς) вместо троицы.
Платоновское учение ο предсуществовании душ высказывалось также и еврейскими таннаями, говорившими ο находящемся на седьмом небе собрании душ. Апокрифическая «Вторая книга Еноха» поучала, что «каждая душа создана для вечности до сотворения мира». Каббалистическая «Книга Зогар» признавала не только предсуществование души в Божественной Мудрости, но и предсуществование всех духовных элементов человека, как и вечность человеческого познания (Зогар, III, 61б); книга также признавала пифагорейское учение о метемпсихозе (реинкарнации).
Рядом с теорией предсуществования появилась другая, также утверждавшая предсуществование всех душ, но не в сверхчувственном мире, как раздельных сущностей, а слитно, в общем прародителе человечества; определённое свое бытие индивидуальные души получают, согласно этому взгляду, от ближайших родителей, вместе с появлением физического зародыша. Эта теория, названная традуционизмом, была представлена в христианской литературе Тертуллианом и опиралась на онтологические воззрения стоиков, признававших духовное бытие неотделимым от телесного. Согласно Тертуллиану, душа родителей передается детям через семя, а все души людей суть отпрыски души Адама.
Но ни платоническая теория Оригена, ни стоическая Тертуллиана не получили общего признания; господствующим в школах остался третий взгляд на происхождение душ, отрицающий предсуществование вообще и довольствующийся утверждением, что во время образования каждого человеческого тела особым актом божественной воли творится из ничего соответствующая ему душа. Этот взгляд, заведомо отказывающийся от всякого разъяснения богословских и философских трудностей, связанных с предметом, называется креацианизмом (от лат. creare — творить).

## В России
В России о предсуществовании учили хлысты, утверждая, что души сотворены отдельно от тел и гораздо ранее их, но когда и как — этого «христововеры» не объясняли. С учением о предсуществовании душ у хлыстов связывалось учение о душепереселении..